# Саржинка (річка)
Саржинка — річка, що тече в місті Харків. Ліва притока Лопані.

## Течія
Саржинка бере початок біля Селища Жуковського, протікає в балці під Харківським шосе зі сходу на захід (через неї перекинуто металевий пішохідний місток), потім утворює Утине перед заводом «Біолік». Далі через урочище Помірки спускається на дно Саржиного яру і далі тече виключно по ньому. В ярі зливається з Саржиним струмком та утворює Комсомольське озеро нижче Інституту невідкладної хірургії.
Далі річка заболочується, протікає під Павловопольським автомобільним віадуком на вулиці Дерев'янка, під котрим в неї впадає ліва притока — струмок Сокільники, що витікає з території ХАЗу та протікає під віадуком Дитячої залізниці. Потім Саржинка утворює інше озеро під назвою Топлоє (названо так через велику кількість потонулих дерев) та потім — болото між новим Ботанічним садом ХНУ та парком Горького якраз під Харківською канатною дорогою.
Практично пересохла до перетину Саржинської та Рязанської вулиць, Саржинка після мінерального джерела наповнюється його невикористаною водою.
Потім річка протікає під дамбою проспекту Науки, південніше готелю «Мир» та стадіону університету, а ще далі — в бетонному колекторі під Клочківською вулицею, приватною забудовою Павлівки, висотними будівлями (з заходу від району «Павлівка Ріверсайд парк»), під гаражами та впадає в річку Лопань на Павлівці навпроти вулиці Бесарабської.

## Див. Також
- Немишля (річка)
- Лопань (притока Уди)
- Уда (річка)
- Харків